# Turkiet i olympiska vinterspelen 2014
Turkiet deltog med sex deltagare vid de olympiska vinterspelen 2014 i Sotji. Ingen av landets deltagare erövrade någon medalj.